# Karl Friedrich Brust
Karl Friedrich Brust  (* 28. April 1897 in Frankfurt am Main; † 6. September 1960 in München) war ein deutscher Maler, Grafiker und Pressezeichner.
In den Jahren 1913–14 besuchte er die Offenbacher Kunstgewerbeschule. Von 1915 bis 1918 wurde er zum Kriegsdienst in den Ersten Weltkrieg eingezogen.
Eine erste Einzelausstellung in der Galerie Schames Frankfurt hatte er 1922. Danach unterhahm er eine erste Studienreise durch Italien und Sizilien.
Karl Friedrich Brust wurde 1923 Mitglied im Frankfurter Künstlerbund. 1931 siedelte er nach Berlin um und beteiligte sich dort 1933 an einer Ausstellung der Berliner Sezession.
Nach 1933 wurde seine Werke von den Nationalsozialisten als „entartete Kunst“ eingestuft. Bei der Schließung einer Ausstellung des Hamburger Kunstvereins 1936 wurden auch Brusts Bilder beschlagnahmt. Andere Ausstellungen waren ihm nicht möglich.
Viele seine Arbeiten verlor Karl Friedrich Brust während der Luftangriffe auf Berlin 1944/1945. 1944 erstellte Brust 60 Federzeichnungen als Illustration für Karl Mays Von Bagdad nach Stambul.
1959 wurde er Mitglied der „Frankfurter Sezession“ und trat erneut dem Deutschen Künstlerbund (Berlin) bei.

## Teilnahmen an Ausstellungen (unvollständig)
- 2009 ZEN 49 – Prinzip Freiheit
- 1964 Gedächtnisausstellung im Frankfurter Kunstkabinett
- 1957 7. Ausstellung des deutschen Künstlerbundes
- 1955 Ausstellung der Gruppe ZEN 49 in der Städtischen Galerie München (Gast)
- 1955 Ausstellung „Peintures et sculptures non-figuratives en Allemagne d’aujourd’hui“ in Paris
- 1936 Malerei und Plastik in Deutschland im Kunstverein Hamburg (die Ausstellung wurde zwangsweise abgebrochen und die Bilder als entartete Kunst eingezogen)
- 1933: Ausstellungen der Berliner Secession
- 1922 Einzelausstellung in der Galerie Schames Frankfurt